# David Rebentrost
David Rebentrost (* 15. Juli 1614 in St. Joachimsthal; † 15. Dezember 1703 in Drebach) war ein deutscher evangelisch-lutherischer Pfarrer, der sich auch als Arzt, Heilpraktiker, Pflanzenzüchter und Alchemist betätigte. Die Drebacher Krokuswiesen in der erzgebirgischen Gemeinde Drebach lassen sich der Legende nach auf die Anpflanzung weniger Krokusse (Crocus albiflorus subsp. neapolitanus) durch ihn zurückführen.

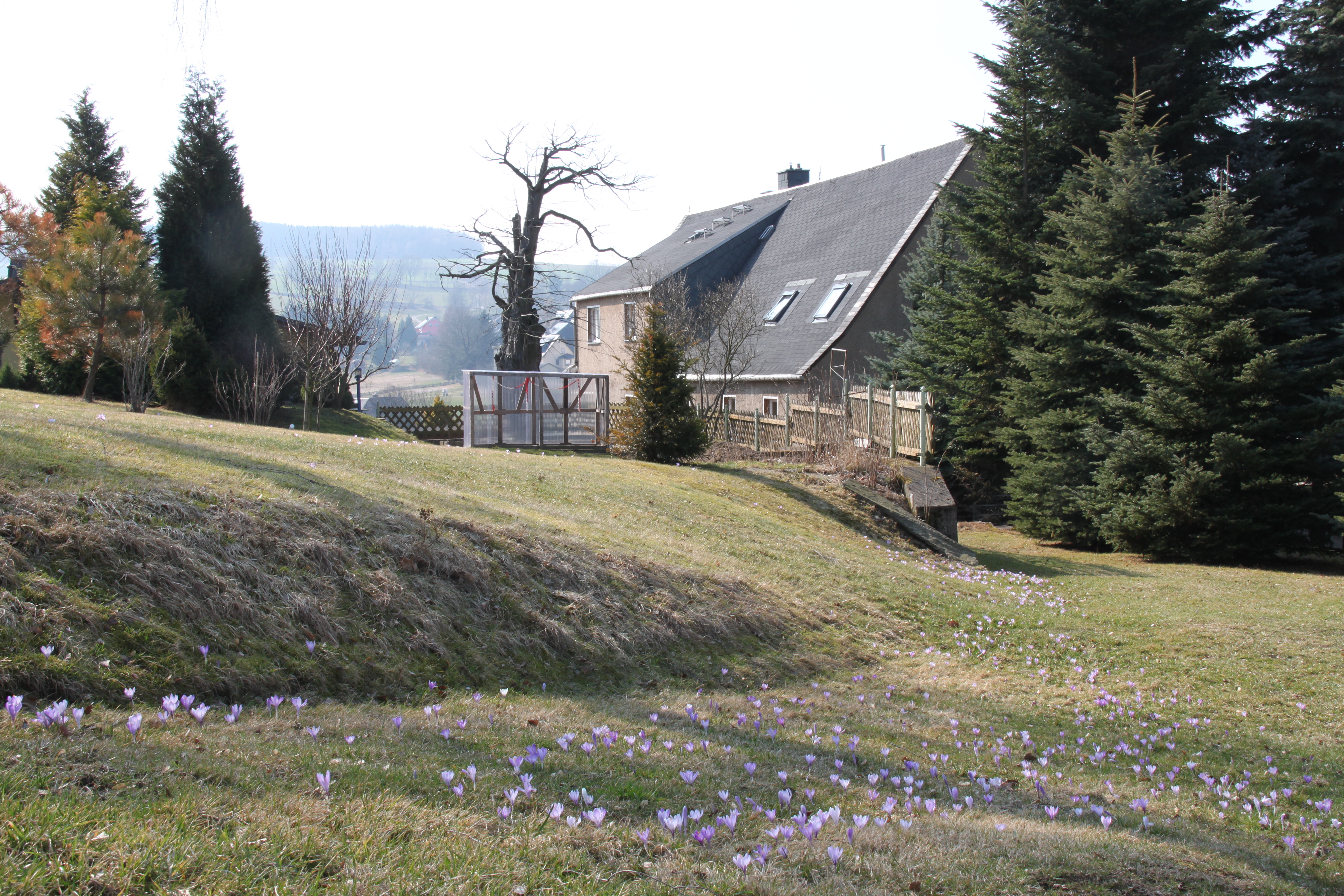
Das sogenannte Pfarrgut in Drebach mit der abgestorbenen Eibe und blühenden Krokussen im Vordergrund

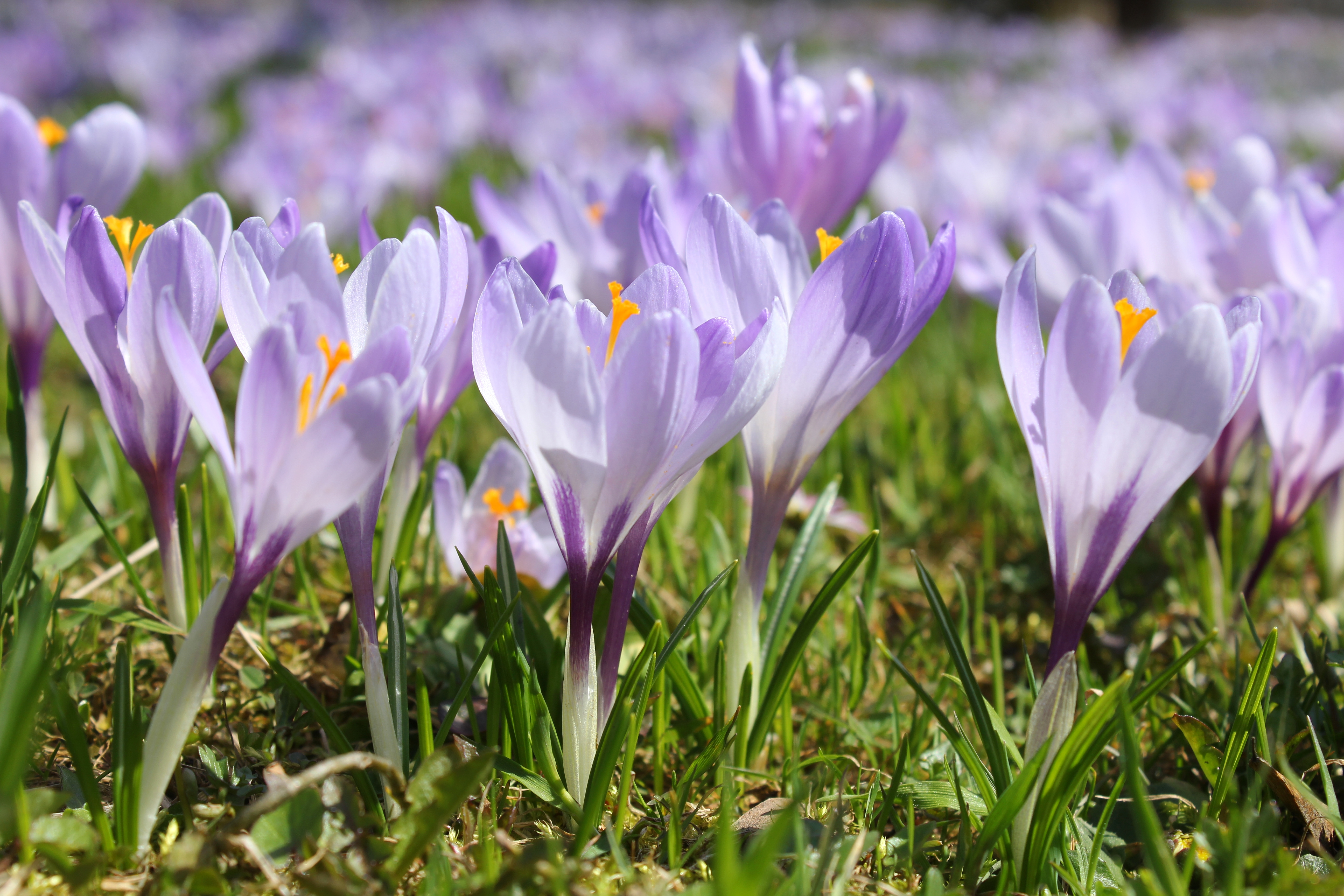
Drebacher Krokusse in Nahaufnahme

## Leben und Wirken
David Rebentrost wurde 1614 als Sohn von Johann(es) Rebentrost (1573–1660), Lehrer an der Lateinschule in St. Joachimsthal, und dessen Ehefrau Rahel geb. Pistorius geboren. Ab 1616 war sein Vater Pfarrer in Schaboglück bei Karlsbad, musste jedoch gemeinsam mit seiner Familie 1620 aus Glaubensgründen Böhmen verlassen. Er exultierte nach Annaberg, bevor er 1626 zunächst zum Substituten und 1627 schließlich zum Pfarrer von Drebach berufen wurde, in welchem Amt er bis zu seinem Tod 1660 verblieb.
Nach einem Studium der Theologie und Medizin an der Universität Leipzig war David Rebentrost zunächst als Stadtphysikus in St. Joachimsthal tätig, bevor er 1647 seinem betagten Vater als Substitut zur Seite gestellt wurde. Anschließend wurde ihm nach dem Tod seines Vaters das Pfarramt von Drebach vollends übertragen. Neben seiner seelsorgerischen Tätigkeit betätigte sich Rebentrost auch als Arzt, Heilpraktiker, Apotheker und Pflanzenzüchter. Von der ihm anvertrauten Kirchgemeinde wurde er deswegen im Rahmen der Kirchenvisitation 1673 als Kurpfuscher, Pillendreher und Schwarzkünstler angefeindet, der mehr „laboriere und quacksalbere“, als seinen Amtspflichten als Pfarrer nachzugehen. Zudem wurde vorgetragen, dass er zu viel verreise und durch ein durch ihn eingerichtetes Laboratorium sowohl das Pfarrhaus als auch die Pfarrkirche gefährdet sei. Vom Dresdner Oberkonsistorium wurde ihm deswegen aufgetragen, „Er soll sich bißher gepflogen destillirens, laborirens vndt Curirens, auch dißfals vorgenommener reysen enteusern, vndt dafür sein anbefohlenen Ambts Vorrichtungen obliegen, vndt jenes diesen nicht vorziehen“. Um seinen medizinischen Neigungen weiter nachgehen zu können, verlegte er sein Laboratorium in ein im Dreißigjährigen Krieg zerstörtes, vormals Georg Lohse gehörig gewesenes, Bauerngut, das er schon zwanzig Jahre zuvor erworben hatte. Dieses wird noch heute als Pfarrgut bzw. Oberes Pfarrgut bezeichnet. Er besaß einen berühmten Pflanzengarten, in dem viele heilkräftige Arten, aber auch botanische Seltenheiten wie Granatäpfel, Oliven und Wein gewachsen sein sollen.
Der Legende nach soll David Rebentrost dem sächsischen Kurfürsten Johann Georg II. zu Hilfe geeilt sein, als dieser an der Heinzebank einen Jagdunfall erlitten hatte, und ihn behandelt haben. Als Dank durfte er sich aus dem kurfürstlichen Garten in Dresden drei Pflanzen auswählen. Rebentrost entschied sich für die Krokusse, die Doldige Vogelmilch (Milchstern, Ornithogalum umbellatum) und eine Eibe (Taxus baccata). Die Eibe gedieh bis etwa 1980 im Garten des Pfarrguts, wo sie noch in abgestorbenem Zustand zu sehen ist. Während die Doldige Vogelmilch nur noch vereinzelt anzutreffen ist, breiteten sich die Krokusse über die Jahrhunderte massenhaft über den unteren Teil von Drebach aus, sodass von den Drebacher Krokuswiesen gesprochen wird.
Rebentrost war seit 1643 mit Anna Parschefeld (etwa 1625–1691), einer Tochter des Zwönitzer Schulmeisters Christian Parschefeld, verheiratet. Mit dieser zeugte er 13 Kinder (fünf Söhne und acht Töchter).
Aufgrund seines fortgeschrittenen Alters wurde David Rebentrost am 27. Mai 1695 sein Schwiegersohn, Mag. Johann David Börner (1666–1738), als Substitut zur Seite gestellt, der auch Amtsnachfolger werden sollte. Nach 56 Jahren im Drebacher Pfarrdienst starb Rebentrost 1703 im Alter von 89 Jahren. Sein Grabstein wurde 1993 wiederentdeckt und anschließend im Vorraum der Kirche aufgestellt.

## Ehrungen

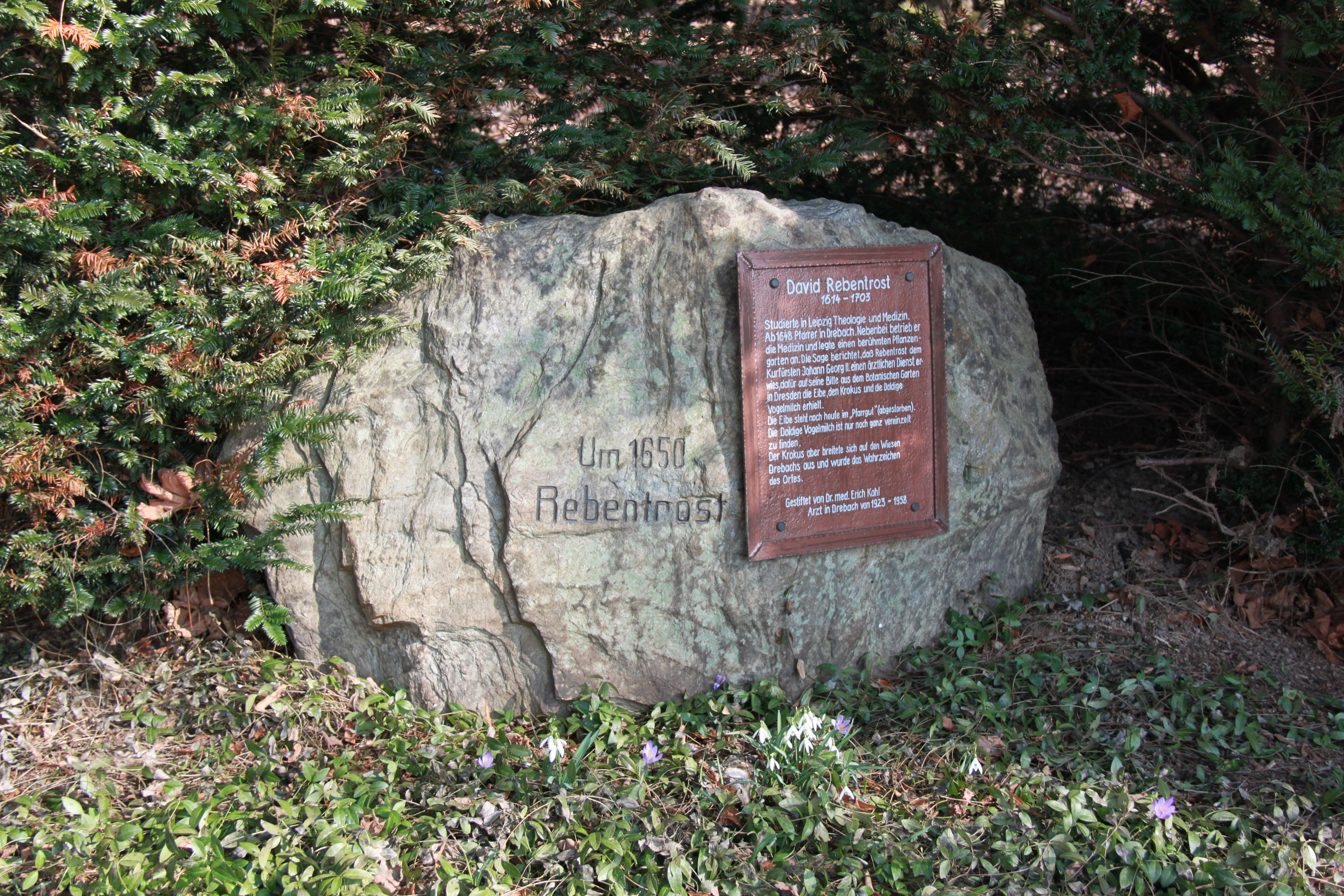
Der Rebentrost-Gedenkstein bei Drebach

Die Drebacher Grundschule trägt zur Erinnerung an das Wirken Rebentrosts dessen Namen. Zudem befindet sich an der Wolkensteiner Straße, etwas oberhalb des Pfarrgutes ein Gedenkstein, der um 1940 auf Veranlassung von Richard Schumann, Vorsitzender des Drebacher Erzgebirgszweigvereins, aufgestellt worden ist.
Im Jahre 1999 wurde der am 18. Februar 1998 in der Volkssternwarte Drebach entdeckte Planetoid 1998 DL1 nach David Rebentrost benannt. Er trägt jetzt die offizielle Bezeichnung (10932) Rebentrost und bewegt sich zwischen den Planeten Mars und Jupiter um die Sonne.